# Friedrich Bury

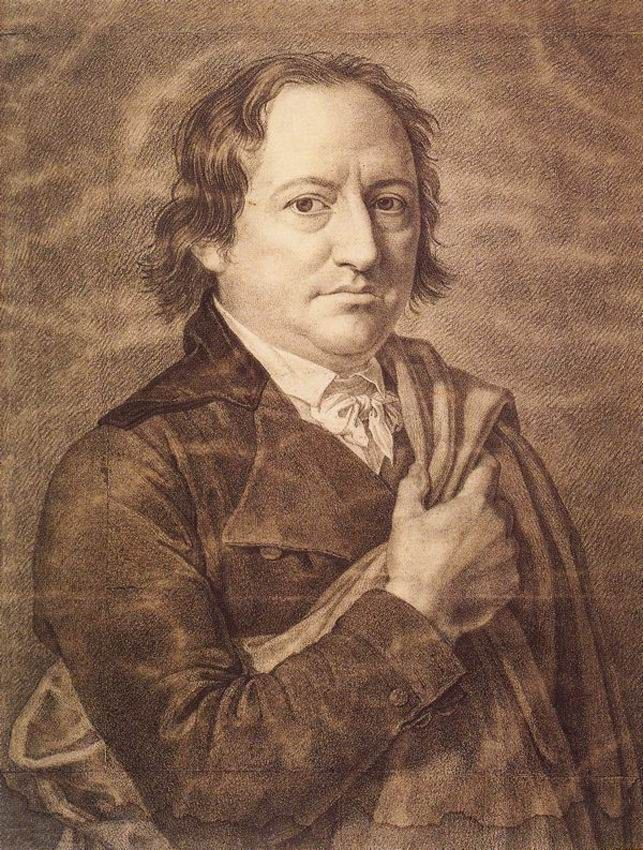
Ett Goetheporträtt av Friedrich Bury

Friedrich Bury, född 13 mars 1763 och död 18 maj 1823, var en tysk konstnär.
Bury var porträtt- och historiemålare, och utförde en mängd teckningar efter italienska mästare som Rafael, Michelangelo med flera. Bury var till god nytta för Goethe under dennes italienska resa och bidrog genom sin verksamhet till att väcka intresset för italiensk konst.